# 마케팅과 인공지능
마케팅과 인공지능(Marketing and artificial intelligence) 분야는 일반적으로 인간이 수행하는 작업의 효율성 향상과 함께 시장 예측, 프로세스 및 의사 결정 자동화와 같은 영역을 지원하는 시스템에 융합된다. 이러한 시스템 뒤에 숨은 과학은 입력을 처리하고 마케팅 담당자에게 가치 있는 출력을 제공하는 컴퓨터 프로그램인 신경망과 전문가 시스템을 통해 설명할 수 있다.
소셜 컴퓨팅 기술을 기반으로 한 인공지능 시스템을 적용하면 웹상의 소셜 네트워크를 이해할 수 있다. 데이터 마이닝 기술은 다양한 유형의 소셜 네트워크를 분석하는 데 사용될 수 있다. 이 분석은 마케터가 네트워크 내에서 영향력 있는 행위자나 노드 (네트워크)를 식별하는 데 도움이 되며, 이 정보는 사회적 마케팅 접근 방식을 취하는 데 적용될 수 있다.

## 같이 보기
- 광고 AI